# Göran Bryntse
Göran Bryntse, född 2 januari 1946, är en svensk fysiker och teknologie doktor i pappersteknik, samt tidigare ledamot i Energimyndighetens styrelse. Han har i olika sammanhang förordat energibesparing, samt vind- och solenergi, och motsatt sig utbyggnad av kärnkraft och vattenkraft.
Bryntse satt 1998–2003 i Energimyndighetens styrelse. Han representerade där Vänsterpartiet, som han emellertid lämnade 2002. Han var 2004–2010 ordförande för Folkkampanjen mot Kärnkraft-Kärnvapen (FMKK), och 2012–2024 för Sveriges energiföreningars riksorganisation (SERO).
Han engagerade sig under 1970-talet mot utbyggnaden av älven Ljusnan, och var en tid ordförande i Älvräddarnas samarbetsorganisation. I början på 1980-talet var han avdelningsdirektör vid Styrelsen för Teknisk Utveckling, och arbetade senare under många år som lektor i grafisk teknik vid Högskolan Dalarna.

## Biografi
Bryntse tog 1971 en civilingenjörsexamen i teknisk fysik vid Tekniska högskolan i Lund. Han fortsatte med doktorandstudier vid STFI och KTH och disputerade 1981 på en avhandling i pappersteknik om analys av optiska inhomogeniteter i papperstryck, så kallat mottle. Mellan 1982 och 1984 var han avdelningsdirektör vid Styrelsen för Teknisk Utveckling, och arbetade sedan som lektor i grafisk teknik vid Högskolan Dalarna mellan 1984 och 2008.
Han gick 1971 med i aktionsgruppen Rädda Ljusnan i Järvsö och engagerade sig de kommande åren mot utbyggnadsplaner för älven Ljusnan samt var en tid ordförande i Älvräddarnas samarbetsorganisation. På grund av det intresse Bryntse visat för utbyggnadsplanerna för vattenkraft samt de ställningstaganden han gjort i den offentliga debatten bereddes han, tillsammans med  riksdagsmannen Georg Andersson, tillfälle att ge sina synpunkter i varsin bilaga under rubriken "Två röster om vattenkraftutbyggnad" i SOU 1976:28, Vattenkraft och miljö 3, Ett betänkande om vattenkraftutbyggnad i norra Norrland. Bryntse påtalade de relativt små energimängder som var möjliga att bygga ut utan allvarliga konflikter med bevarandeintressen, och att dessa istället skulle kunna uppnås med besparingsåtgärder samt satsning på sol- och vindenergi.
Bryntse satt 1998–2003 som representant för Vänsterpartiet i Energimyndighetens styrelse. Han lämnade partiet 2002 bland annat på grund av besvikelse över den uppgörelse som socialdemokraterna, vänsterpartiet och centerpartiet då gjorde på riksplanet för kärnkraftsavvecklingen. År 2003 lämnade han posten i Energimyndighetens styrelse, bland annat efter motsättningar mellan generaldirektören Thomas Korsfeldt och Bryntse.
Bryntse har i många sammanhang påtalat risker och brister med kärnkraft, och var mellan 2004 och 2010 ordförande för FMKK – Folkkampanjen mot Kärnkraft-Kärnvapen. Mellan 2012 och 2024 var han ordförande för SERO – Sveriges energiföreningars riksorganisation, som verkar för förnybar energi och energieffektivisering. Våren 2024 blev han ersättare i styrelsen, och valdes till hedersmedlem i samma förening senare samma år.
Bryntse fick 1988 ett miljöpris av TV för sitt arbete för klorfritt papper, och har varit engagerad som styrelseledamot Naturskyddsföreningen, och som ordförande i Naturskyddsföreningen Dalarna. Han har hållit föreläsningar på ämnena hållbar energiförsörjning, personligt ansvar, kärnkraftsavveckling och hur det klorblekta pappret avskaffades, som även erbjuds på engelska, tyska, franska, ryska och spanska. Han har enligt sin hemsida varit engagerad i European Renewable Energies Federation, EREF, och är sedan 2011 assisterande professor i energieffektiv teknik vid Strömstad Akademi.